# Monaster św. Sawy Storożewskiego

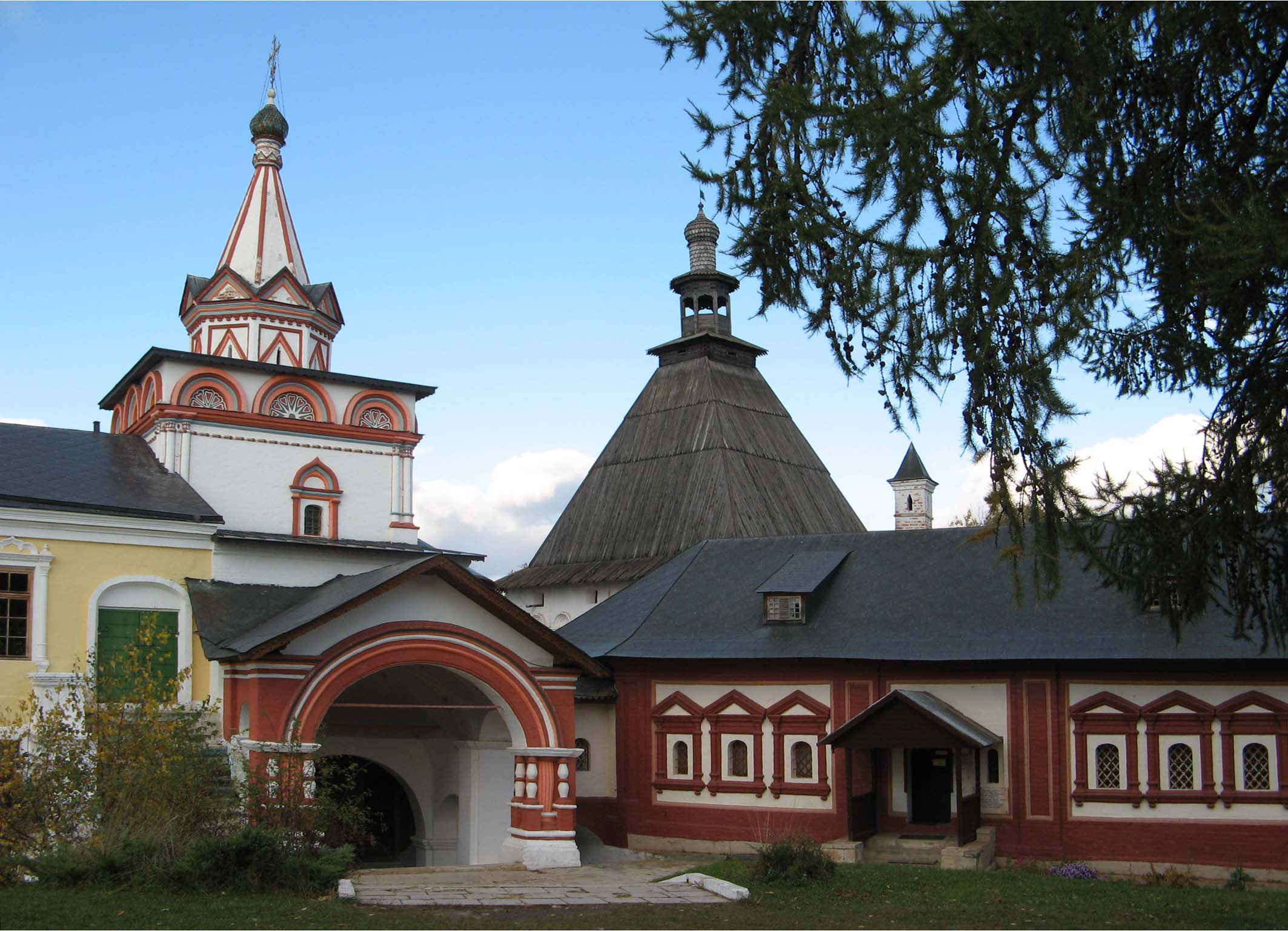
Cerkiew Trójcy Świętej nad bramą monasteru

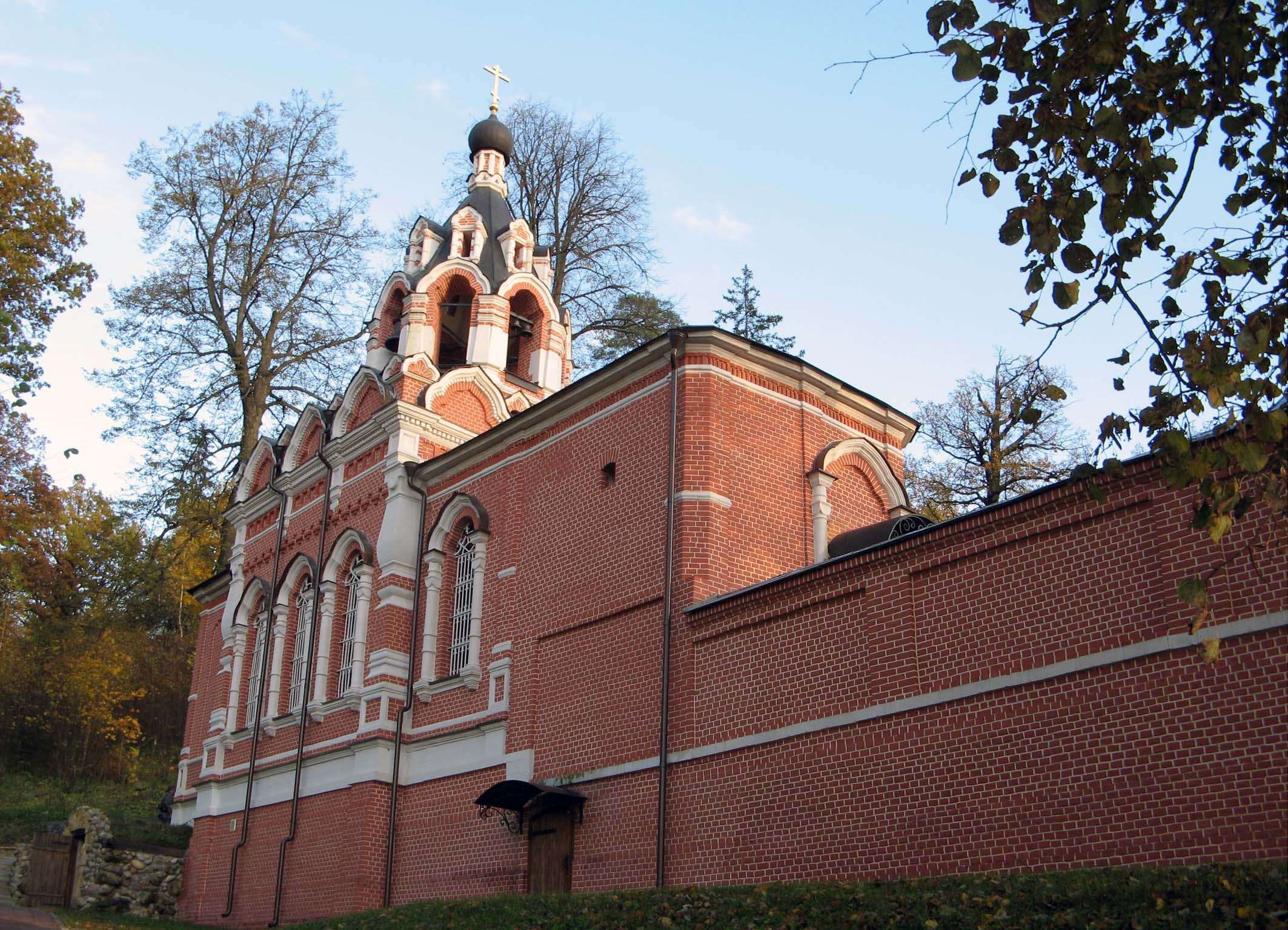
Budynek mieszkalny dla mnichów z cerkwią św. Mikołaja

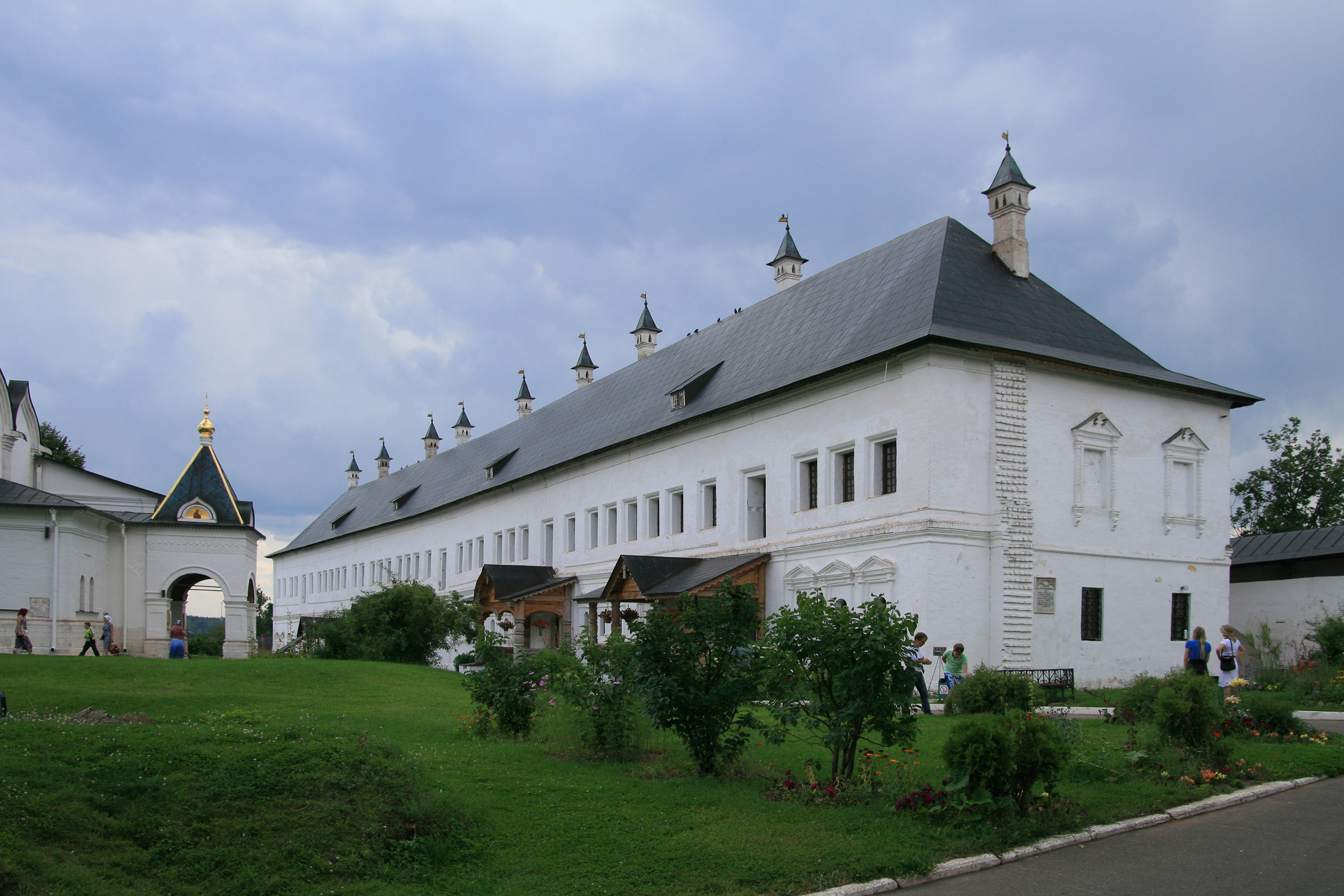
Pałac carski w kompleksie klasztornym

Monaster św. Sawy Storożewskiego – prawosławny męski klasztor w Zwienigorodzie, w bezpośredniej jurysdykcji patriarchy moskiewskiego i całej Rusi (stauropigia).

## Historia
Monaster został założony w 1398 przez Sawę, mnicha z ławry Troicko-Siergijewskiej, jednego z uczniów jej twórcy, Sergiusza z Radoneża. Zapoczątkował on powstanie nowej wspólnoty, budując drewnianą cerkiew Narodzenia Matki Bożej i osiedlając się przy niej. Z czasem dołączyli do niego kolejni kandydaci do życia mniszego, budynki klasztorne zostały rozbudowane i otoczone drewnianymi umocnieniami. Wspólnotą opiekował się książę zwienigorodzki Jerzy Dymitrowicz, który nadał monasterowi wsie w ujazdach zwienigorodzkim i ruzskim. Również za panowania Jerzego w 1405 w kompleksie klasztornym wzniesiono sobór Narodzenia Matki Bożej. W nim rok później pochowano zmarłego twórcę monasteru. Jerzy Dymitrowicz ufundował również otaczający klasztor mur oraz bramę wjazdową z cerkwią św. Sergiusza z Radoneża. Budynek ten został uszkodzony podczas Wielkiej Smuty i w połowie XVII w. rozebrano go. W okresie Wielkiej Smuty monaster został zniszczony i splądrowany przez wojska Dymitra Samozwańca, następnie Dymitra Samozwańca II i przez wojska polskie.
Wspólnota została odnowiona za panowania Michała I, który razem z ojcem, patriarchą moskiewskim i całej Rusi Filaretem wielokrotnie przybywał do klasztoru. Jego następca, car Aleksy I, w 1650 wydał ukaz w sprawie budowy nowego kompleksu budynków monasterskich. W ciągu kolejnej dekady zbudowane zostały cerkwie Przemienienia Pańskiego i św. Sergiusza z Radoneża (nadbramna, następnie przemianowana na cerkiew Trójcy Świętej), refektarz, budynek mieszkalny dla mnichów, dzwonnica. Powstały ponadto zabudowania gospodarcze, infirmeria z cerkwią św. Jana Klimaka, stawy rybne i młyny. W kompleksie monasterskim wzniesiono ponadto pałac przeznaczony dla cara. Aleksy I od 1649 regularnie odwiedzał monaster i szczególnie czcił jego założyciela, któremu przypisywał ocalenie życia podczas polowania. Za panowania Aleksego monaster św. Sawy Storożewskiego został podporządkowany bezpośrednio carskiej kancelarii i otrzymał status ławry. Posiadał 19 monasterów filialnych. Status ławry monaster zachował do likwidacji patriarchatu i ustanowienia Świątobliwego Synodu Rządzącego. W 1764 dobra klasztorne, podobnie jak cały majątek Cerkwi, zostały zsekularyzowane. Przechodząc na utrzymanie państwowe, monaster św. Sawy Storożewskiego otrzymał status klasztoru I klasy, w którym miało przebywać 33 mnichów.
Monaster został poważnie zniszczony podczas wojny francusko-rosyjskiej w 1812; od końca sierpnia do 15 października 1812 zajmowały go oddziały francuskie. Jego odbudowa po zakończeniu wojny była współfinansowana przez carów. W XIX w. kompleks klasztorny był remontowany również dzięki ofiarom P. Curikowa, właściciela fabryki sukna w Zwienigorodzie. Protektorami monasteru byli również wielki książę Sergiusz Aleksandrowicz i jego małżonka Elżbieta.
W 1918 po tym, gdy władze radzieckie zarekwirowały część majątku monasteru, doszło do wystąpienia w jego obronie. W marcu 1919 w ramach akcji otwierania relikwii prawosławnych świętych władze nakazały wystawienie na widok publiczny relikwii św. Sawy Storożewskiego, co ponownie spotkało się z protestami ludności. W tym samym roku monaster zlikwidowano. Relikwie zostały skonfiskowane, jedynie ich część przechowała rodzina Uspienskich.
W zabudowaniach klasztornych w okresie radzieckim znajdowały się jednostki wojskowe, sanatorium oraz muzeum. Rosyjski Kościół Prawosławny odzyskał kompleks w 1995, zaś w 1998 patriarcha moskiewski i całej Rusi Aleksy II uroczyście wprowadził do niego zachowaną część relikwii św. Sawy.
Na początku XXI w. w monasterze przebywało 30 mnichów i posłuszników. Klasztor posiada 11 cerkwi filialnych w różnych wsiach, jak również w Moskwie i Zwienigorodzie. Mnisi zajmują się prowadzeniem domu dziecka, kursów teologicznych dla dorosłych i biblioteki. Trwa odbudowa zabudowań monasterskich.

## Przełożeni monasteru[4]

### Ihumeni
- Sawa Storożewski, 1398–1407
- Teodor Dionizy, wzmiankowany w 1428
- Dosyteusz, ok. 1435
- Józef, wspomniany ok. 1445
- Eufrozyn, wspomniany w 1454
- Euzebiusz, wspomniany w 1470
- Warłaam Zozym, wzmiankowany w 1472
- Dionizy III, wspomniany w 1490
- Kalikst, wspomniany w 1505
- Sawa III, 1518–1524
- Warsonofiusz, 1524
- Serapion, wspomniany w 1525
- Filoteusz, wspomniany w 1529
- Makary, 1530
- Misael, wspomniany w 1539
- Atanazy, 1542–1550
- Filaret, wspominany w latach 1550–1555
- Filoteusz II, wspomniany w 1558
- Warłaam II, wspomniany w latach 1568–1570
- Euzebiusz II, wspomniany w 1570
- Teodozjusz, wspomniany w 1589
- German, wspomniany w 1592
- Bogolep, wspomniany w 1598
- Izajasz, wspomniany w 1606
- Makary II, wspomniany w 1629
- Jonasz, wspomniany w 1638
- Nikon, 1641–1643

### Archimandryci
- Warłaam III, 1650
- Hermogen, 1651–1654
- Nikander, 1654–1658
- Tichon, 1660–1666
- Barnaba, 1666–1673
- Sylwester (Czernicki), 1673–1699
- Melecjusz, 1699–1711
- Sylwester II, 1711–1723
- Tryfiliusz (Pomorcew), 1723–1725
- Dosyteusz (Bogdanowicz-Lubiniecki), 1725–1731
- Antoni, 1731–1734
- Szymon, 1734–1739
- Hilarion, 1739–1743
- Karion, 1743–1752
- Sozypater, 1752–1754
- Gedeon (Krinowski), 1754–1758
- Joannicjusz (Pawlucki), 1758–1761
- Nikon (Zertis-Kamienski), 1761–1765
- Teofil (Ignatowicz), 1765–1770
- Paweł I, 1770–1771
- Bartłomiej, 1771–1773
- Warłaam, 1773
- Eustachy, 1773–1775
- Paweł II, 1775–1776
- Nektariusz (Szyjanow), 1789–1792
- Melchizedek (Zabołocki), 1792–1794
- Arseniusz, 1794–1799

### Biskupi dmitrowscy, wikariusze eparchii moskiewskiej
- Serafin (Głagolewski), 1800–1804
- Augustyn (Winogradski), 1804–1819
- Laurenty (Wolszewski), 1819–1821
- Atanazy (Tielatjew), 1821–1824
- Cyryl (Płatonow-Bogosłowski), 1824–1827
- Innocenty (Sielnokrinow-Korowin), 1827–1831
- Mikołaj (Sokołow), 1831–1834
- Izydor (Nikolski), 1834–1837
- Witalis (Szepietjew), 1837–1842
- Józef (Bogosłowski), 1842–1849
- Filoteusz (Uspienski), 1849–1853
- Aleksy (Rżanicyn), 1853–1857
- Eugeniusz (Sacharow-Płatonow), 1857–1858
- Porfiry (Sokołowski), 1858–1859
- Leonid (Krasnopiewkow), 1859–1876
- Nikodem (Biełokurow), 1876–1877

### Biskupi możajscy, wikariusze eparchii moskiewskiej
- Aleksy (Ławrow-Płatonow), 1877–1883
- Misael (Kryłow), 1883–1885
- Aleksander (Swietłakow), 1885–1892
- Tichon (Nikanorow), 1892–1899
- Parteniusz (Lewicki), 1900–1904
- Serafin (Gołubiatnikow), 1905–1908
- Bazyli (Prieobrażenski), 1908–1914
- Dymitr (Dobrosierdow), 1915–1919

### Archimandryci-namiestnicy
- Hieronim (Karpow), 1995–1997
- Teoktyst (Doroszko), 1997–2006
- Sawa (Fatiejew), od 2006
- Stefan (Tarakanow), od 2024[5]